# Villazala
Villazala és un municipi de la província de Lleó, enclavada en la comarca natural del Páramo Leonés.

## Pedanies del municipi
- Castrillo de San Pelayo
- Dehesa de Hinojo
- Huerga de Frailes
- San Pelayo del Páramo
- Santa Marinica
- Valdesandinas
- Villazala

## Demografia
| 1991 |  | 1996 |  | 2001 |  | 2004 |
| ---- |  | ---- |  | ---- |  | ---- |
| 1203 |  | 1101 |  | 1002 |  | 962  |